# Michel Pacha
Pour les articles homonymes, voir Pacha et Pierredon.
Marius Michel, comte Michel de Pierredon (1882),,, dit Michel Pacha, né le 16 juillet 1819 à Sanary-sur-Mer et mort le 6 janvier 1907 à La Seyne-sur-Mer, est un marin et homme d'affaires français. Son œuvre principale fut la modernisation des phares et balises d'une grande partie des côtes de l'Empire ottoman. Il fut aussi un grand bâtisseur, ainsi qu'un mécène.

## Biographie
Blaise Jean Marius Michel est né le 16 juillet 1819, à Sanary, alors appelée Saint-Nazaire : il est un fils de Jean-Antoine Michel, capitaine de la Marine royale et petit fils de marins.
Son père espérait pour son fils une carrière d'officier et comptait que Marius prépare l'entrée à l'École navale de Brest que le roi Louis-Philippe Ier venait d'officialiser. À cette fin, il inscrivit Marius dans un internat catholique de Marseille, mais le retire du collège avant la fin de sa scolarité lorsqu'une épidémie de choléra frappe la ville, fin 1834. Empêché de se présenter au concours d'entrée de l'École navale, Marius Michel s'engage comme mousse dans la Marine nationale à l'âge de 16 ans, puis devient fourrier sur un navire de guerre.
À l'âge de 20 ans, il s'illustre dans la prise de Jijel : nageant jusqu'au rivage, il plante le drapeau tricolore sur le minaret de la mosquée surplombant la ville, durant la nuit du 12 au 13 mai 1839, nuit qui précède le débarquement officiel des troupes françaises. Cet acte, jugé héroïque par sa hiérarchie, lui donne l'occasion de reprendre ses études pour devenir officier. Toutefois, ses origines modestes (il n'est pas passé par une prestigieuse école navale) bloquent ses possibilités d'avancement au sein de la hiérarchie militaire.
En 1843, nommé capitaine au long-cours, il rejoint la marine marchande et est affecté comme officier sur les paquebots-poste de la ligne du Levant des Messageries nationales (devenues Compagnie des messageries maritimes en 1871), qui faisait partie des lignes exploitées contractuellement avec l'État pour le service des postes et des liaisons avec des pays ou territoires coloniaux. Ayant beaucoup navigué, il connaît parfaitement le bassin méditerranéen et achemine régulièrement des troupes et matériel lors de la guerre opposant en Crimée la Russie et l'Empire ottoman soutenu par le Royaume-Uni et la France. Au cours de ce conflit, il rencontre le général Lannes de Montebello, auquel il expose son souci d'améliorer la navigation en Méditerranée.
Le 1er août 1855, à la suite des projets qu'il a soumis avec succès, il est nommé vice-amiral par l'empereur Napoléon III et directeur général des Phares et Balises de l'Empire ottoman par le sultan Abdülmecid Ier. Il fait construire par le biais d'une société française cent onze phares sur les côtes, les détroits et les îles de la mer Noire, de la mer Égée et de la Méditerranée orientale (à ce moment, les côtes turques vont de l'actuelle Albanie à l'actuelle Libye incluses). Il obtient du Sultan un pourcentage sur les droits de navigation dans ces eaux.
Marius Michel fut maire de Sanary-sur-Mer de 1865 à 1871, puis de 1892 à 1894, et un généreux donateur pour les communes de Sanary et de la Seyne-sur-Mer.
En 1879, il obtient la concession des quais des ports de Constantinople; sur chaque marchandise des bateaux touchant ce port, il perçoit un pourcentage, accumulant ainsi une fortune colossale pour l'époque.
Dès lors, les honneurs suivent. Le sultan Abdülhamid II lui confère le titre honorifique de pacha en 1879 ; en France, il est fait chevalier de la Légion d'honneur par la République en 1880. En 1882, son fils Alfred est fiancé à une demoiselle de la Maison de Briey. Pour éviter une mésalliance, la famille de la promise use de son influence et de sa parenté avec l'évêque de Saint-Dié (Mgr de Biey) pour obtenir du Pape Léon XIII le titre de comte héréditaire (« comte romain ») pour le futur Michel de Pierredon. Par la suite, Marius Michel est élevé à la dignité de beylerbey en 1893 par le sultan avant d'être décoré du grand cordon de l'ordre du Médjidié en 1895 puis de celui de l'ordre de l'Osmaniye en 1899.
Par ailleurs, Marius Michel a été administrateur des biens de Victor Hugo de 1851 à 1870, alors que le poète vivait exilé en Belgique puis dans les îles Anglo-Normandes.
La vie familiale de Marius Michel s'avère mouvementée. Sa fille, Amélie, dépressive meurt à l'âge de 15 ans, son fils Alfred est assassiné à 39 ans laissant une veuve et deux enfants, dont l'aîné a une adolescence difficile, ce qui oblige son grand-père à le faire placer provisoirement sous tutelle.[réf. nécessaire] Sa première épouse, née Augustine-Élodie de Séris, est assassinée par son neveu dans le cimetière de Sanary à 68 ans. Par la suite, Marius Michel épouse en 1895 Marie-Rose Déprat, une camarade d'école de sa fille alors âgée de 38 ans. il ne naît pas d'enfant de ce second mariage.

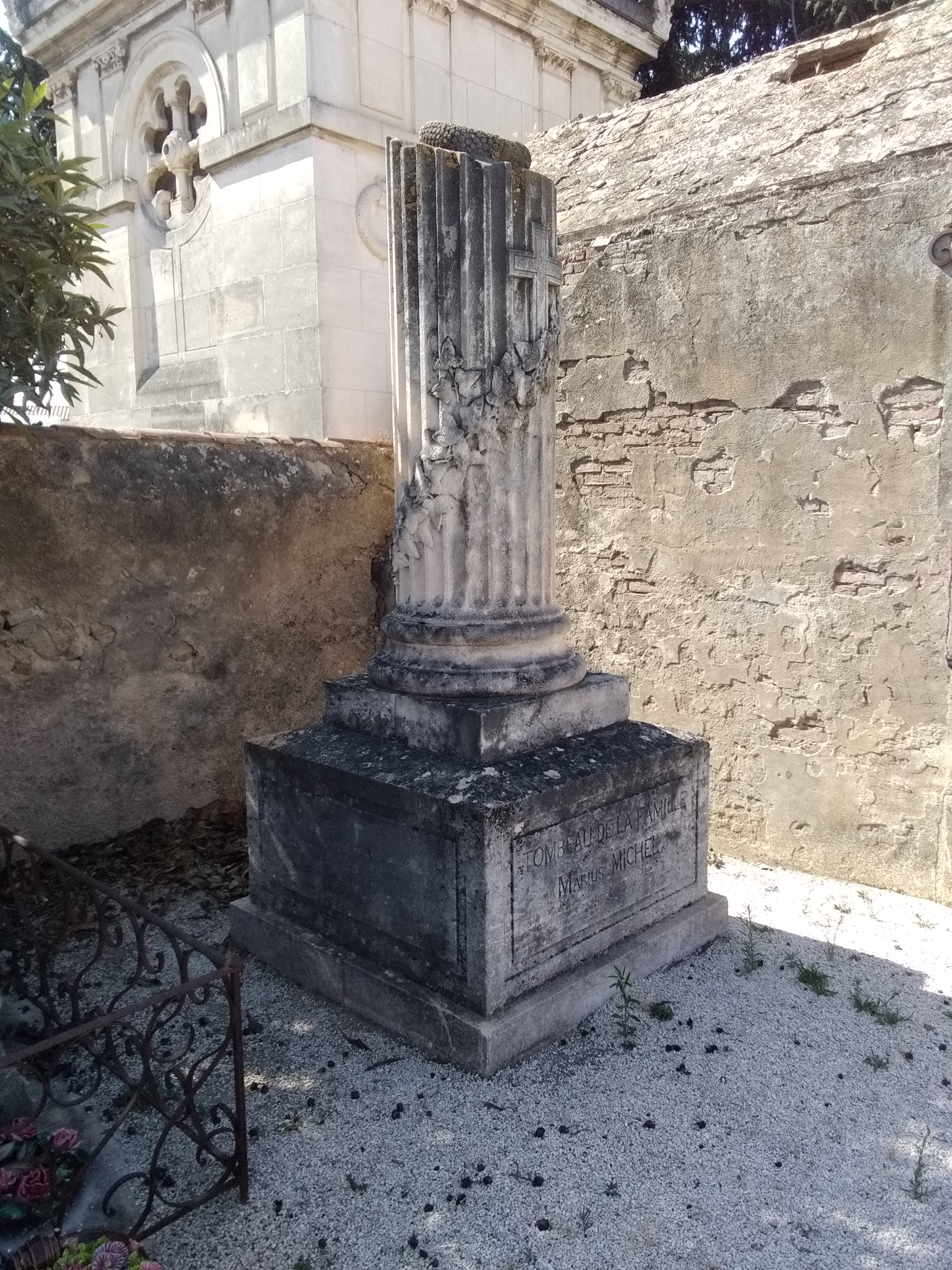
Tombeau de la famille Michel à Sanary-sur-Mer, à l'arrière plan la chapelle mortuaire de Michel Pacha

Marius Michel est inhumé dans une chapelle imposante au cimetière ancien de Sanary-sur-Mer.

### Descendance
Marius Michel (13 juillet 1919 - 6 janvier 1907), dit Marius Pacha (1879), comte Michel de Pierredon (1882). Fils de Jean-Antoine Michel et Joséphine Lautier. Épouse en premières noces Augustine Séris (Marseille, 16 février 1825 - Saint-Nazaire, 25 juin 1893), petite-fille de Jean de Séris (Artez de Béarn, 1749 - Marseille, 2 octobre 1810), dont 2 enfants ; en deuxièmes noces, Jeanne Déprat (1857-1921)

### Héraldique
Les armes de la famille Michel de Pierredon se blasonnent ainsi : « Écartelé, aux I et IV, d'azur à trois tours d'or, posées 2 et 1 ; aux II et III, d'argent au lion de gueules surmonté de trois tourteaux du même rangés en chef. »

## Tamaris

Le manoir de Michel Pacha à Tamaris en 1920.

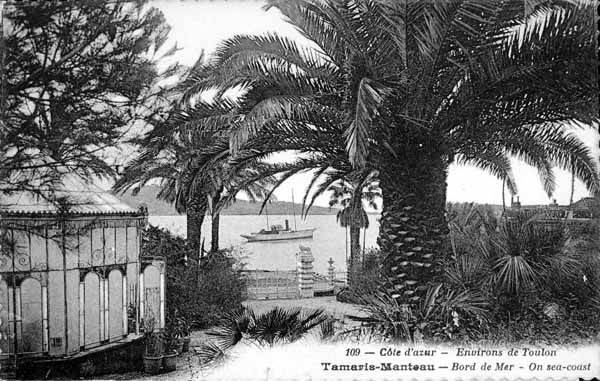
Le parc exotique du Manteau.

Bien que natif de Saint-Nazaire (ancien nom de Sanary, dans le Var), où il avait déjà une résidence — le château de Pierredon —, c'est à Tamaris, à La Seyne-sur-Mer, qu'il décide de se retirer. Le nouveau comte de Pierredon s’y fait construire un manoir (en fait, une grande maison à étages au toit tuilé) au cœur des 60 hectares de terrain qu’il acquiert le long du littoral de Tamaris.
De cette pinède encore vierge, Michel Pacha en fait une station touristique à la mode, une étape obligée pour la haute société de l’époque (dont George Sand et Frédéric Chopin). Il crée à partir du port du Manteau une navette maritime reliant Toulon par Saint-Mandrier, dont les bateaux sont copiés sur ceux du détroit du Bosphore. Puis tout cela va tomber dans l'oubli après la Seconde Guerre mondiale.
Parmi les villas célèbres de Tamaris on note :
- la villa Tamaris-Pacha, grande maison ocre souvent appelée à tort « château de Michel Pacha », construite à partir de 1890 à flanc de colline au-dessus du port du Manteau, que la tradition orale appelle aussi « la Grande Maison » et qui est restée inachevée jusqu'en 1991, date de sa réhabilitation. Son plan cubique, les guirlandes décorant ses frontons et ses terrasses avec balustres, la distinguent des autres constructions et évoquent plutôt un palais toscan[réf. nécessaire]. Ses grandes dimensions ont laissé supposer qu'il s'agissait d'un complexe hôtelier, mais la tradition veut qu'elle ait été construite pour sa femme Augustine dite Élodie[5]. Son assassinat, en 1893, interrompit les travaux.
- la villa George Sand et son parc d'acclimatation, détruite et lotie en 1975[14].
- Le manoir du Manteau[15], construit vers 1880 sur les plans de l'architecte Paul Page et d'inspiration orientale[16] a été détruit, mais le parc botanique existe toujours. On y remarque notamment des éléments d'architecture rocaille remarquables comme un moulin ou une barque de pêcheur en ciment armé signée V. Picasse et datant de 1892[17]. Une paire de sphinges en pierre du début du xixe siècle provenant de cette propriété figure dans une vente aux enchères au château de Sanilhac à Sanilhac-Sagriès le 15 avril 2018[18].  Le parc exotique accueille des arbres remarquables à grand développement (araucarias, cocotiers du Chili) ainsi que de nombreux palmiers rares (caryotas, Kentias) et tropicaux qui sont encore cultivés dans ce jardin devenu le parc d'une résidence privée, lotie en copropriété[19] et fermée au public.

Sur le littoral de Tamaris bordant la baie du Lazaret, aux pieds de son manoir situé sur le flanc de la colline, Michel Pacha finança au-dessus du petit port de Manteau la construction de deux bâtiments de style mauresque, qui furent achevés après sa mort : l'ex-Institut Michel-Pacha, de couleur blanche, œuvre de l'architecte suisse Paul Page, et une autre construction de couleur ocre.
Rattaché à l'université de Lyon, le bâtiment abrite différentes expériences scientifiques. À partir de 2003, il accueille également le télescope à neutrinos Antares puis, jusqu’en 2024, son successeur KM3NeT. Pendant plus de vingt ans, le premier étage de l'Institut devient ainsi la salle de contrôle des données issues de ces deux expériences scientifiques internationales, installées à 2 500 mètres de profondeur au large de Toulon. 
Entre l'institut Michel-Pacha et l'autre bâtiment mauresque se trouve le luxueux Grand Hôtel construit près de la mer en 1888. Cet établissement a rouvert ses portes en juin 2017 sous le nom de Grand Hôtel des Sablettes-Plage.

## Décorations

### Décorations françaises
- Officier de la Légion d'honneur (décret du 17 juillet 1880)
  -  Chevalier de la Légion d'honneur (décret du 31 décembre 1863)
- Officier de l'Instruction publique

### Décorations étrangères
Empire ottoman
|  | Grand-croix de l'ordre du Médjidié avec grand cordon (1895)   |
|  | Grand-croix de l'ordre de l'Osmaniye avec grand cordon (1899) |